# Immeuble Perraudeau
L'immeuble Perraudeau est un immeuble de style néo-classique bâti au milieu du XVIIIe siècle, situé sur le quai Turenne, à l'ouest de l'île Feydeau, dans le centre-ville de Nantes, en France. L'immeuble a été inscrit à l'inventaire supplémentaire des monuments historiques en 1984.

## Historique

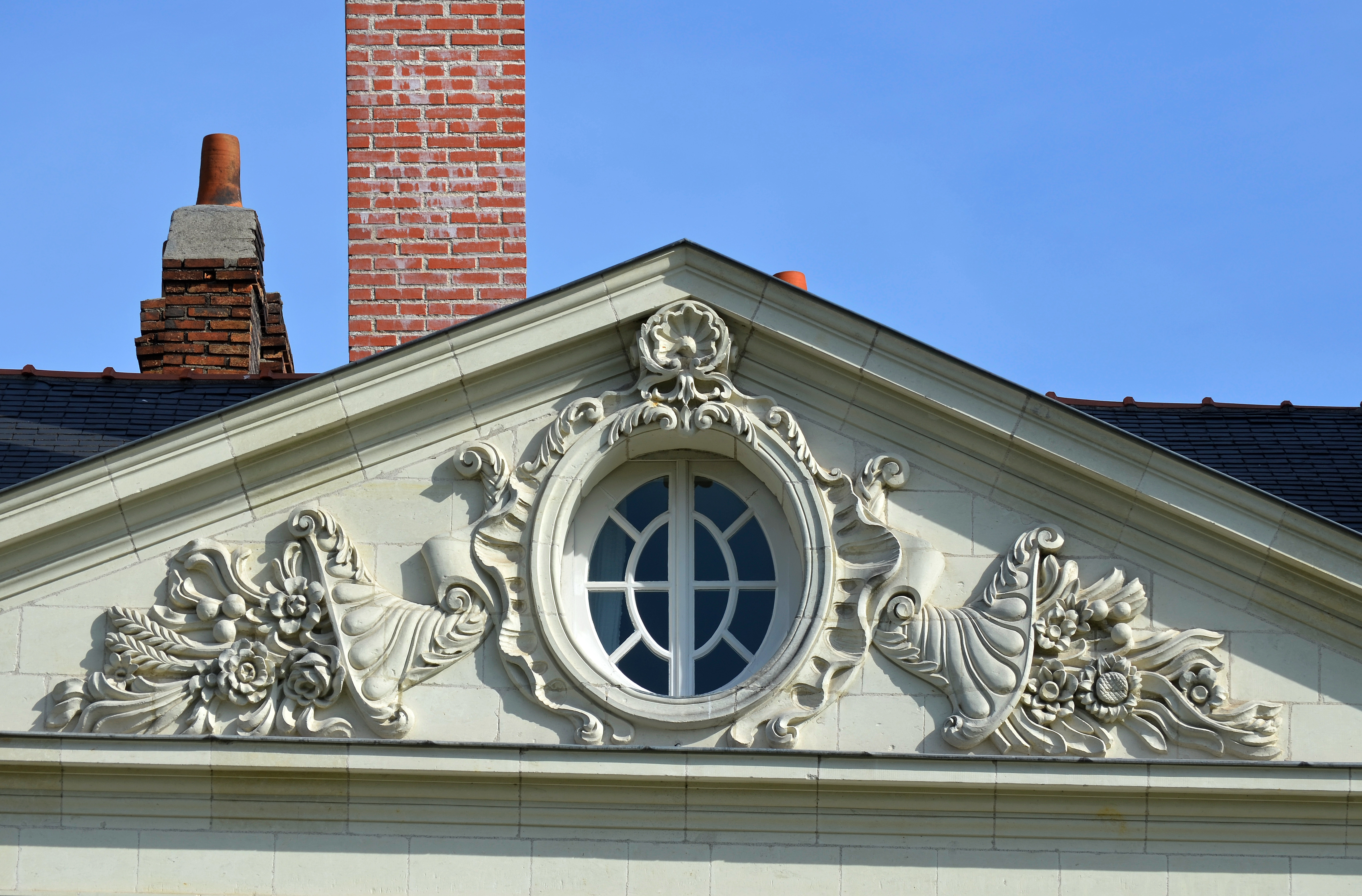
Fronton de l'immeuble Perraudeau

Entamé en 1723, le programme d'urbanisme de l'île Feydeau commence par le remblaiement du banc de sable situé à l'ouest de l'île de la Saulzaie, appelé « grève de la Saulzaie ». Le lotissement est acté en 1733. La parcelle où se trouve l'actuel immeuble Perraudeau porte le nom de « lot no 10 », et est acquis par Pierre Sarrebourse d'Audeville (vers 1676-1748), qui a été consul entre 1719 et 1720. Le programme d'urbanisme est tout d'abord régi par un code architectural mis en place par l'ingénieur Jacques Goubert. Puis, en 1743, l'obligation de suivre ce programme disparaît, pour laisser libre cours aux projets d'architectes-entrepreneurs.
En 1752, l'architecte François Perraudeau et le sénéchal René Leroux achètent aux héritiers de Pierre Sarrebourse d'Audeville le lot no 10. Ils divisent la parcelle en deux, et y font construire des immeubles de rapports partageant une cour commune ; l'entrée côté rue est située au 21 de la rue Kervégan.
L'immeuble est habité à la fin du XVIIIe siècle par de riches négociants, des rentiers, des marchands.
Les façades (y compris le décor) et la toiture de l'immeuble Perraudeau sont inscrites à l'inventaire supplémentaire des monuments historiques par arrêté du 5 décembre 1984.

## Architecture
Les matériaux utilisés pour la construction sont le tuffeau et le granit. Le fronton triangulaire est typique de l'époque de construction. Le rez-de-chaussée est percé d'ouvertures à arcades de plein cintre qui éclairent également l'entresol. Un balcon sur console orne le premier étage.
Comme pour tous les immeubles du lotissement, les murs de façade et mitoyens sont assis sur des pilotis de chêne. Les murs de distribution intérieure et les refends reposent sur une grille (ou radier), système dont la paternité est attribuée à l'architecte Pierre Rousseau. Cependant, ces techniques ne suffisent pas à assurer une stabilité suffisante. Les immeubles jouent, dès l'élévation des murs, et les correctifs sont visibles sur la façade de l'immeuble Perraudeau.